# Championnat d'Uruguay de football 1933
Navigation
Édition précédente Édition suivante
| \| Montevideo: · Defensor · Bella Vista · Central · Wanderers · Nacional · Peñarol · Racing Club · Rampla Juniors · River Plate · Sud América Montevideo \| Localisation des clubs engagés dans le championnat. |
| Montevideo: · Defensor · Bella Vista · Central · Wanderers · Nacional · Peñarol · Racing Club · Rampla Juniors · River Plate · Sud América Montevideo                                                           |

La 31e édition du championnat d'Uruguay de football est remportée par le Club Nacional de Football. C’est le premier titre de champion du club dans l’ère professionnelle. Peñarol l’emporte avec le même nombre de points que Peñarol. Rampla Juniors complète le podium. 
Ce championnat reste dans l’histoire du football uruguayen comme la « plus longue compétition de football de l’histoire ». En effet, la compétition qui devait se dérouler du printemps à l’automne 1933, ne s’est en fait terminée que le 18 novembre 1934.
La compétition consiste en un tournoi où chaque équipe rencontre trois fois tous ses adversaires pour déterminer le champion. Nacional et Peñarol terminent le championnat ex æquo à la première place avec le même nombre de points. Comme la différence de buts n’est pas prise en compte, les deux clubs doivent disputer un match de barrage pour les départager. Il faut alors trois matchs pour qu’une des deux équipes l’emporte. Le 18 novembre 1934, le Nacional l’emporte enfin sur le score de trois buts à deux et gagne ainsi son premier titre de champion de l’ère professionnelle, le douzième de son histoire.
Aucun système de promotion/relégation n’existe. Tous les clubs engagés lors de la saison se trouvent qualifiés pour la saison suivante, hors bien sûr dissolution du club ou problèmes financiers.
Comme pour la première saison, tous les clubs participant au championnat sont basés dans l’agglomération de Montevideo.

## Les clubs de l'édition 1933
| Club                             | Stade              | Capacité | Ville      |
| -------------------------------- | ------------------ | -------- | ---------- |
| Defensor Sporting Club           | -                  | -        | Montevideo |
| Club Atlético Bella Vista        | Parque Bella Vista | -        | Montevideo |
| Central Español Fútbol Club      | -                  | -        | Montevideo |
| Montevideo Wanderers Fútbol Club | -                  | -        | Montevideo |
| Club Nacional de Football        | -                  | -        | Montevideo |
| Club Atlético Peñarol            | -                  | -        | Montevideo |
| Racing Club de Montevideo        | -                  | -        | Montevideo |
| Rampla Juniors Fútbol Club       | -                  | -        | Montevideo |
| Club Atlético River Plate        | -                  | -        | Montevideo |
| Institución Atlética Sud América | -                  | -        | Montevideo |

## Compétition

### Classement
Le classement est établi sur le barème de points suivant : victoire à 2 points, match nul à 1, défaite à 0.
| Rang | Équipe                      | Pts | J  | G  | N | P  | Bp | Bc | Diff |
| ---- | --------------------------- | --- | -- | -- | - | -- | -- | -- | ---- |
| 1    | Nacional                    | 46  | 27 | 20 | 6 | 1  | 56 | 10 | +46  |
| 2    | Peñarol T                   | 46  | 27 | 21 | 4 | 2  | 77 | 18 | +59  |
| 3    | Rampla Juniors              | 32  | 27 | 14 | 4 | 9  | 39 | 29 | +10  |
| 4    | Montevideo Wanderers        | 31  | 27 | 11 | 9 | 7  | 39 | 36 | +3   |
| 5    | Defensor Sporting Club      | 29  | 27 | 12 | 5 | 10 | 50 | 39 | +11  |
| 6    | Sud América                 | 25  | 27 | 9  | 7 | 11 | 30 | 40 | -10  |
| 7    | River Plate                 | 18  | 27 | 6  | 6 | 15 | 19 | 45 | -26  |
| 8    | Racing Montevideo           | 15  | 27 | 4  | 7 | 16 | 29 | 58 | -29  |
| 9    | Central Español Fútbol Club | 14  | 27 | 4  | 6 | 17 | 33 | 63 | -30  |
| 10   | Club Atlético Bella Vista   | 14  | 27 | 6  | 2 | 19 | 27 | 61 | -34  |

| Légende : Qualifications et relégations | Légende : Qualifications et relégations |
| --------------------------------------- | --------------------------------------- |
|                                         | Champion d’Uruguay                      |
|                                         | Relégation en deuxième division         |
|                                         | T : Tenant du titre P : Promus          |

### Matchs de barrage
Le premier match de barrage se termine au bout de 70 minutes. À cet instant-là, un tir raté sort du terrain, heurte un des soigneurs du Nacional avant de revenir sur le terrain. Un des joueurs du Peñarol, Peregrino Anselmo, récupère le ballon, le transmet à Castro qui marque le but. Au cours de l'échauffourée qui s'ensuit, trois joueurs du Nacional sont exclus par l'arbitre, lui-même agressé et obligé de rejoindre l’infirmerie du stade. L'arbitre remplaçant, Scandroglio, interrompt alors le match au motif du manque de lumière. Le 30 juillet 1934, la fédération uruguayenne décide d’annuler le but et de faire terminer le match.
| Finale, premier match | Club Nacional de Football | 0-0   | Club Atlético Peñarol | Stade Centenario, Montevideo                         |                                                      |
| 17 mai 1934           |                           | (0-0) |                       | Spectateurs : 42 000 Arbitrage : Telésforo Rodríguez | Spectateurs : 42 000 Arbitrage : Telésforo Rodríguez |

Le 25 août 1934, le match reprend pour 20 minutes. Il a lieu à huis clos. Au terme du temps règlementaire, deux prolongations de 30 minutes sont disputées sans qu’aucune des deux équipes n’arrive à marquer.
| Finale, fin premier match | Club Nacional de Football | 0-0   | Club Atlético Peñarol | Stade Centenario, Montevideo                        |                                                     |
| 25 août 1934              |                           | (0-0) |                       | Spectateurs : À huis clos Arbitrage : Aníbal Tejada | Spectateurs : À huis clos Arbitrage : Aníbal Tejada |

| Finale, deuxième match | Club Nacional de Football | 0-0 (a.p.) | Club Atlético Peñarol | Stade Centenario, Montevideo                      |                                                   |
| 2 septembre 1934       |                           | (0-0)      |                       | Spectateurs : 35 000 Arbitrage : Domingo Lombardi | Spectateurs : 35 000 Arbitrage : Domingo Lombardi |

| Finale, troisième match | Club Nacional de Football | 3-2   | Club Atlético Peñarol                       | Stade Centenario, Montevideo                       |                                                    |
| 18 septembre 1934       | H.Castro 53e 61e 77e      | (0-1) | Braulio Castro 42e · Juan Pedro Arremón 58e | Spectateurs : 35 000 Arbitrage : Juan Carlos Cerón | Spectateurs : 35 000 Arbitrage : Juan Carlos Cerón |

## Bilan de la saison
| Championnat d'Uruguay de football 1933                             |                                       |
| Champion                                                           | Club Nacional de Football (1er titre) |
| Promotions et relégations                                          |                                       |
| Promus en Primera División                                         | Aucun                                 |
| Relégués en Championnat d'Uruguay de football de deuxième division | Aucun                                 |

## Statistiques

### Meilleur buteur
1. Juan Pedro Young (Club Atlético Peñarol), 33 buts.